# Doratogonus cristulatus
Doratogonus cristulatus là một loài cuốn chiếu trong họ Spirostreptidae. Chúng là loài đặc hữu của Nam Phi.